# Первомайский поссовет (Оренбургская область)
Первомайский поссовет — сельское поселение в Оренбургском районе Оренбургской области Российской Федерации.
Административный центр — посёлок Первомайский.

## История
24 сентября 2004 года в соответствии с законом Оренбургской области № 1472/246-III-ОЗ образовано сельское поселение Первомайский поссовет, установлены границы муниципального образования.

## Население
| 2010  | 2012  | 2013  | 2014  | 2015  | 2016  | 2017  |
| ----- | ----- | ----- | ----- | ----- | ----- | ----- |
| 7569  | ↘7457 | ↘7389 | ↘7388 | ↗7422 | ↗7445 | ↘7285 |
| 2018  | 2019  | 2020  | 2021  |       |       |       |
| ↘7236 | ↘7127 | ↘7028 | ↗7231 |       |       |       |

## Состав сельского поселения
| № | Населённый пункт | Тип населённого пункта          | Население |
| - | ---------------- | ------------------------------- | --------- |
| 1 | Первомайский     | посёлок, административный центр | ↗7231     |